# Відар Гельгесен
Відар Гельгесен (норв. Vidar Helgesen) — норвезький політик, дипломат та юрист, член партії Хейре, міністр клімату та довкілля (2015—2018), виконуючи обов'язки начальника штабу прем'єр-міністра Ерни Солберг з 2013 по 2015 рік.
Він працював генеральним секретарем Міжнародного інституту сприяння демократії та виборів з 2005 по 2013 рік.
Хельгесен виріс в комуні Неттерей у Вестфоллі. Після закінчення школи, вивчав юриспруденцію в Університеті Осло. З 1989 по 1991 рік був членом Центрального комітету молодіжного крила партії Høyre. Він також був віце-головою Норвезьких молодих консерваторів в Осло.
Після закінчення в 1998 році навчання він працював з 1998 по 2001 рік спеціальним радником у Міжнародному русі Червоного Хреста і Червоного Півмісяця в Женеві.
Після повернення до Норвегії деякий час працював юристом в юридичній фірмі Осло Wiersholm, Mellbye & Бех. З 19 жовтня 2001 він був у другому уряді Брунневіка державним секретарем і займав цей пост до 17 жовтня 2005 року.
Згодом з 2005 до 2013 року Гельгесен — Генеральний секретар Стокгольмського Міжнародного інституту демократії та сприяння виборам (IDEA).
В уряді прем'єр-міністра Сольберги з 16 жовтня 2013 по 16 грудня 2015 був Міністром офісу прем'єр-міністра Норвегії.
З грудня 2015 по 17 січня 2018 — міністр клімату та довкілля.